# Ulla Wagner
Ulla Wagner (* vor 1984 in Düren) ist eine deutsche Regisseurin und Autorin.
Das Studium der Theaterwissenschaft, Publizistik und Germanistik an der FU Berlin schloss sie mit dem Magister ab. Wagner ist seit 1981 im Film- und Fernsehbereich tätig. Zu ihren Arbeiten gehören u. a. Kurzspielfilme, TV-Serien für Kinder, sowie die Spielfilme Anna Wunder und Die Entdeckung der Currywurst.

## Filmografie
- 1984: Regenbogenprinz (TV-Serie), Ko-Regie und -Drehbuch
- Unzeit (Kurzspielfilm), Regie und Drehbuch
- 1986: Bella und Max (Kurzspielfilm), Ko-Regie
- Max mal vier (Kurzspielfilm), Regie und Drehbuch
- 1990: Error (Kurzspielfilm), Regie und Drehbuch
- 2000: Anna Wunder (Spielfilm), Regie und Drehbuch
- 2008: Die Entdeckung der Currywurst (Spielfilm), Regie und Drehbuch

## Auszeichnungen
- 1993 Wacholderzauber: 2. Preis Autorenwettbewerb für Literaturadaption, Filmstiftung NRW
- Anna Wunder: Bester Film, Vancouver, 2001 (Youth Jury Award) | Nominierung Adolf Grimme-Preis 2002